# William Thomas Turner

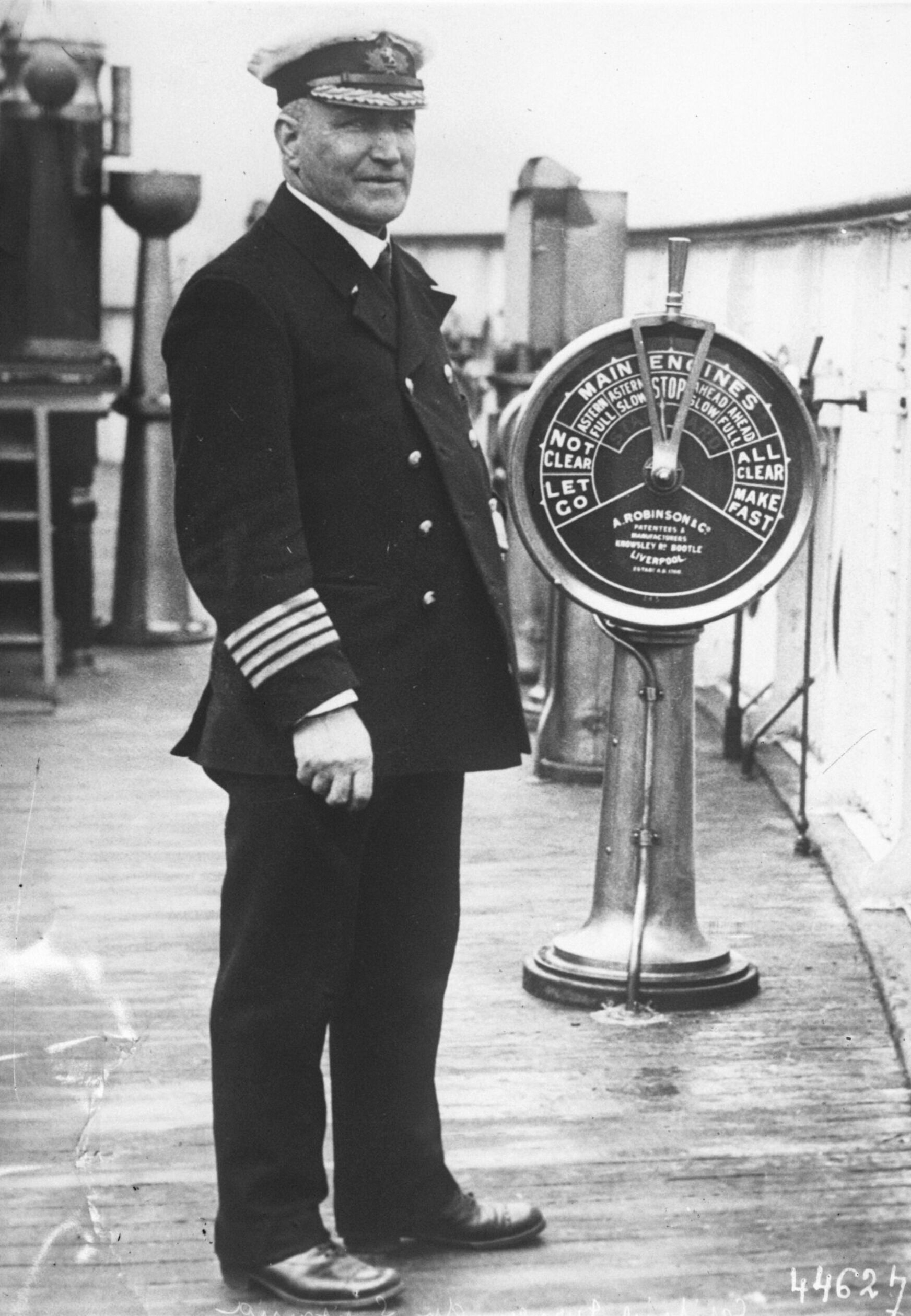
William Turner auf der Brücke der Lusitania, 1915

William Thomas Turner, OBE (* 23. Oktober 1856 in Liverpool; † 23. Juni 1933 ebenda) war ein englischer Kapitän, unter anderem auf der Lusitania zur Zeit ihres Untergangs.

## Frühe Karriere
Als Sohn des Kapitäns Charles Turner begeisterte sich William Turner früh für die Seefahrt. Als 13-Jähriger fuhr er zum ersten Mal zur See und kam nur knapp mit dem Leben davon, als die Grasmere in einem Sturm vor der nordirischen Küste sank. Trotzdem brach er danach zu seiner zweiten Fahrt auf, umfuhr das Kap der Guten Hoffnung und traf bei den Guanape-Inseln das Schiff seines Vaters, die Queen of Nations, auf die er überwechselte und mit ihr über Kap Hoorn nach England zurückkehrte. Nach weiteren Reisen wechselte er 1878 im Rang eines 4. Offiziers zur Cunard-Line. Sein Kapitänspatent erhielt er 1886. Sein erstes Kommando war die Aleppo, die die Mittelmeerrouten bediente. Am 31. August 1883 heiratete er in Manchester seine Cousine Alice Elizabeth Hitching und bekam mit ihr die Söhne Percy Wilfred (1885) und Norman Henry (1893). Die Ehe zerbrach jedoch bald nach der Geburt des zweiten Sohnes. 1903 zog Alice mit den Kindern aus dem ehelichen Haushalt aus und ging mit ihnen nach Australien.

## Aufstieg
Turners weiterer Aufstieg wurde dadurch behindert, dass er nicht dem Idealbild eines Cunard-Kapitäns entsprach. Neben den nautischen Qualitäten wurde erwartet, dass ein Kapitän die Passagiere der Ersten Klasse unterhielt. Turner dagegen war als schroff bekannt, drückte sich nach Möglichkeit um das Kapitänsdinner und hielt seine Passagiere für „einen Haufen verdammter Affen, die ständig plappern“. Abseits gesellschaftlicher Pflichtveranstaltungen hatte er aber durchaus Zeit für die Nöte seiner Passagiere, insbesondere wenn sie das Schiff betrafen. Statt ihn also zu meiden, suchten die Passagiere seine Nähe und fragten bei der Reservierung nach, wo er das Kommando haben würde. Davon beeindruckt, gab ihm die Cunard-Line weitere Kommandos, unter anderem auf der Carpathia.

Turner als Kapitän der Aquitania, 1914.

Seitdem ging es mit seiner Karriere steil bergauf. Nachdem 1908 der damalige Kapitän der Lusitania in Ruhestand gegangen war, erhielt Turner auf dessen Empfehlung hin das Schiff. Nach zwei Jahren wechselte er auf die Mauretania, mit der einen neuen Rekord aufstellte: von Liverpool nach New York und zurück in nur zwölf Tagen. 1913 wurde er zum Commodore befördert, und im darauffolgenden Jahr befehligte er die Aquitania auf ihrer Jungfernfahrt. Der Ausbruch des Ersten Weltkrieges stoppte seine Karriere kurzzeitig, da fast alle von Cunards Schiffen für den Kriegsdienst eingezogen wurden. Erst 1915 erhielt er das neue Schiff Transylvania.

## DieLusitaniaund ihre Folgen
Im April des Jahres hielt der aktuelle Kapitän der Lusitania, Kapitän Daniel Dow, den Belastungen durch die ständige Bedrohung durch U-Boote nicht mehr stand. Er wurde abberufen, und William Turner kehrte für ihre letzte Reise auf die Lusitania zurück. Die Lusitania wurde auf dem Rückweg von New York vor der irischen Küste von dem deutschen U-Boot U 20 torpediert und versenkt (Details dazu siehe unter Lusitania). Turner überlebte das Unglück.
Nach der Katastrophe sah Turner sich schweren Vorwürfen ausgesetzt, er hätte sein Schiff fahrlässig oder absichtlich in Gefahr gebracht. So soll er nicht wie angeblich vorgeschrieben im Zickzackkurs gefahren sein. Die Vorwürfe gipfelten in der Aussage der Admiralität, er sei von den Deutschen dafür bezahlt worden. Bei der öffentlichen Untersuchung wurde Turner von aller Schuld freigesprochen. Die Zweifel daran blieben jedoch bestehen und verfolgten ihn für den Rest seines Lebens. Seine von ihm getrennt lebende Frau Alice wanderte als Reaktion auf die Untersuchung mit seinen Söhnen nach Australien aus und entzog sie so endgültig seinem Einfluss.

## Nach dem Untergang
Trotz seines angeschlagenen Rufes erhielt Turner bald ein neues Schiff. Es war immer noch Krieg und fähige Kapitäne wurden gebraucht. Im Kriegsdienst kommandierte er unter anderem die Ivernia, mit der er erneut durch einen Torpedotreffer versenkt wurde, obwohl er sich diesmal an den vorgeschriebenen Zickzackkurs gehalten hatte. Turner überlebte auch diesen Untergang. Nach dem Krieg zog er sich in den Ruhestand zurück und ging mit seiner langjährigen Haushälterin und Geliebten Mabel Every zurück nach Liverpool. Winston Churchills Memoiren brachten den Krieg und den Untergang wieder in die Schlagzeilen, und die Presse bedrängte Turner erneut mit Schuldvorwürfen. Er versuchte, in Australien seine Söhne zu finden, scheiterte aber. 1929 erkrankte er an Krebs und 1933 starb er in seinem Haus in Liverpool.